# Полустанок (фильм, 1946)
«Полустанок» (англ. Whistle Stop) — фильм нуар режиссёра Леонида Могая, который вышел на экраны в 1946 году.
Фильм рассказывает о молодой и красивой Мэри (Ава Гарднер), которая после двухлетнего отсутствия возвращается в родной городок на Среднем Западе, чтобы возобновить отношения с бывшим возлюбленным Кенни (Джордж Рафт), который проводит время за выпивкой и картами. Соперником Кенни за сердце Мэри становится владелец местной гостиницы и бара, щеголеватый Лу Лентц (Том Конуэй). Между двумя мужчинами складываются неприязненные отношения, что приводит к жестоким стычкам, попытке ограбления и убийству одного из них.
Несмотря на сильный актёрский состав, фильм получил противоречивые оценки критики, прежде всего, из-за слабого сценария, снизившего силу воздействия романа Маритты М. Волфф, по которому он написан, а также невыдающейся режиссёрской работы, оставившей в повествовании слишком много недоработок.

## Сюжет
Молодая и красивая Мэри (Ава Гарднер) после двух лет пребывания в Чикаго возвращается в родной городок Эшбери, которой расположен недалеко от Детройта. Она приходит в свой дом, который перед отъездом сдала семье Вич. Её встречает дружелюбная пожилая хозяйка Молли Вич (Флоренс Бейтс), которая живёт там вместе с семьёй, в которую входят её сын, бездельник, игрок и пьяница Кенни (Джордж Рафт), а также дочь Джози (Джейн Най), которая в ближайшие дни собирается замуж за приличного молодого человека по имени Эрни (Чарльз Дрейк). До отъезда у Мэри был роман с Кенни, однако так как он не хотел ни к чему стремиться в жизни, Мэри бросила его и уехала в Чикаго одна. С сожалением Мэри узнаёт, что у Кенни по-прежнему нет работы, и он всё так же проводит вечера за выпивкой и азартными играми. Вечером во время семейного ужина с участием Мэри она тепло обнимает Кенни. Однако когда в дом доставляют большую корзину роз от Лу Лентца (Том Конуэй), владельца местной гостиницы «Фламинго» и бара, это раздражает Кенни и он убегает в свою комнату, где устраивает Мэри сцену ревности. В ходе разговора выясняется, что своё дорогое норковое манто и золотой портсигар Мэри получила от своих богатых ухажёров в то время, когда работала в чикагском универмаге. Однако затем по неизвестной причине она была вынуждена уволиться и теперь осталась без средств к существованию. После ужина Эрни подвозит Мэри до центра города, где та хочет поблагодарить Лу. Вместе с ними вызывается поехать и Кенни, намереваясь проследить за своей бывшей девушкой. В баре у Лу за Мэри озабоченно наблюдает официантка Фрэн (Джордж Картрайт), которая влюблена в Кенни и встречается с ним. Во время разговора Мэри с щеголеватым, обходительным Лу в его кабинете появляется Кенни, набрасываясь на хозяина с кулаками. Драку с трудом удаётся остановить. Некоторое время спустя, когда Кенни подменяет отца в диспетчерской железнодорожного узла, в его кабинете появляется Гитло (Виктор Маклаглен), друг Кенни и бармен из клуба Лу, который ненавидит своего хозяина. Гитло предлагает наказать Лу — отобрать у него выручку после проведения ежегодной ярмарки на сумму почти в 15 тысяч долларов. Затем он предлагает убить его и спрятать труп так, чтобы Мэри решила, что он уехал из города. Сначала Кенни отказывается, но когда Мэри объявляет ему, что она уезжает, Кенни решает пойти на дело ради того, чтобы вернуть Мэри. На ярмарке Мэри видит, как Гитло кладёт оружие в карман Кенни. Подозревая что-то неладное, Мэри задерживает Кенни до тех пор, пока Лу не садится в отъезжающий поезд. Оставшийся в одиночестве Гитло не в состоянии довести дело до конца, и в итоге Лу спокойно уезжает в Детройт. Тем же вечером Мэри заявляет Кенни, что большое не хочет возобновлять с ним отношения и переезжает жить в гостиницу. Кенни навещает в больнице умирающую Фрэн, и она благословляет любимого на счастливую жизнь.
Некоторое время спустя Лу приглашает Мэри в ресторан на романтический ужин. Об этом становится известно Кенни, который приходит в зал, устраивая с Лу драку. Когда Кенни уходит, Мэри признаётся Лу, что по-прежнему любит Кенни и уходит вслед за ним. Встретив Кенни на улице, Мэри признаётся ему в любви, а тот в свою очередь обещает ей взяться за ум и устроиться на работу. Вскоре на радость Мэри Кенни действительно устраивается рабочим на железную дорогу. Тем временем Лу решает отомстить как Кенни, так и Гитло. Он говорит с Гитло о том, что забыл старые обиды и хочет дружбы как с ним, так и с Кенни. В день свадьбы Джози Гитло уговаривает Кенни заехать в офис к Лу, чтобы с ним помириться. Когда они поднимаются в кабинет Лу, то обнаруживают там труп молодого человека, а рядом пистолет Гитло, который тот тут же поднимает с пола. В этот момент слышатся звуки приближающихся полицейских машин. Полицию вызвал Лу, чтобы подставить Кенни и Гитло с оружием на месте преступления. Напуганный Гитло убеждает Кенни скрыться от полиции. Они садятся в автомобиль, и начинается погоня с перестрелкой, в ходе которой Кенни получает ранение в руку. Однако Кенни и Гитло удаётся оторваться и укрыться в лесу. Некоторое время спустя в вагоне проходящего мимо поезда они добираются до Детройта, где Гитло оставляет Кенни на попечение своей старой подруги Эстель (Кармел Майерс), а сам возвращается в Эшбери. Он незаметно подкрадывается к окнам Мэри, сообщая ей, где можно найти Кенни, а сам направляется на поиски Лу. Проникнув в квартиру Лу, Гитло проходит в спальню, где ожидавший нападения Лу достаёт пистолет и стреляет Гитло в живот. Гитло падает, после чего Лу собирается звонить в полицию с заявлением о незаконном проникновении, однако Гитло поднимается, хватает Лу за шею и душит его. Полиция сообщает Мэри, что по её сведениям, Кенни не причастен к убийству в кабинете Лу, и она отправляется в Детройт. Найдя Кенни, Мэри берёт его за руку, и они вместе выходят на улицу.

## В ролях
- Джордж Рафт — Кенни Вич
- Ава Гарднер — Мэри
- Виктор Маклаглен — Гитло
- Том Конуэй — Лу Лентц
- Джордж Картрайт — Фрэн
- Джейн Най — Джози Вич
- Флоренс Бейтс — Молли Вич
- Чарльз Дрейк — Эрни

## Создатели фильма и исполнители главных ролей
Режиссёр Леонид Могай (имя при рождении — Леонид Могилевский) родился в 1899 году в Санкт-Петербурге. Он прожил в России до 1929 года, после чего эмигрировал во Францию, где поставил несколько фильмов. В 1940 году он переехал в Голливуд, где работал до 1947 года, затем перебравшись в Италию и Францию. Среди наиболее известных фильмов Могая — тюремная драма «Женская тюрьма» (1938), военная мелодрама «Дезертир» (1939) и мелодрама «Завтра будет слишком поздно» (1950). Лучшими среди его американских фильмов стали военная драма «Париж ночью» (1943) и криминальная мелодрама «Случай в Аравии» (1944). «Полустанок» стал последним фильмом Могая в Америке.
В 1930-е годы Джордж Рафт прославился ролями в таких гангстерских фильмах, как «Лицо со шрамом» (1932), «Стеклянный ключ» (1935) и «Каждое утро я умираю» (1940), а в 1940-е годы сыграл в таких фильмах нуар, как «Они ехали ночью» (1940), «Джонни Эйнджел» (1945), «Ноктюрн» (1946), «Красный свет» (1949) и «Джонни Аллегро» (1949).
В 1940-е годы Ава Гарднер сыграла в таких памятных фильмах нуар, как «Убийцы» (1946), «Сингапур» (1947) и «Подкуп» (1949). Некоторые из своих лучших ролей актриса сыграла позднее в драмах «Магамбо» (1953), «Босоногая графиня» (1954), «На берегу» (1959) и «Ночь игуаны» (1964).
К числу лучших картин Тома Конуэя относятся психологические фильмы ужасов «Люди-кошки» (1942), «Я гуляла с зомби» (1943) и «Седьмая жертва» (1943), а также фильмы нуар «Убийство на Центральном вокзале» (1942), «Повторное исполнение» (1947) и «Смерть негодяя» (1956).

## История создания фильма
Как отмечено на сайте Американского института киноискусства, роман Маритты Волфф «Полустанок» (1941), по которому поставлен фильм, был внесён в список «запрещённых» работ Производственного кодекса на том основании, что в романе Кенни и Мэри были братом и сестрой, а Мэри зарабатывала на жизнь проституцией.
Компания Nero Productions была создана продюсером Сеймуром Небензалом, сценаристом Филипом Йорданом и адвокатом Гербертом Т. Силвербергом специально для создания этого фильма.

## Оценка фильма критикой

### Общая оценка фильма
Фильм имел значительный коммерческий успех, однако получил противоречивые отзывы критики. Так, журнал Variety назвал картину «тяжёлой и мрачной мелодрамой, которая описывает неприглядную сторону жизни в небольшом городке». По мнению рецензента, «производство и актёрская игра отличны, а постановка сильная, хотя порой и обретает чересчур художественную направленность. Персонажи фильма — это маленькие люди и не очень приятные». С другой стороны, кинообозреватель «Нью-Йорк Таймс» Босли Краузер оценил картину негативно, написав, что «срез убогой жизни городка на Среднем Западе достаточно верно передан в романе Волфф, однако нельзя сказать то же самое о фильме, поставленном по этой книге». По мнению критика, эта картина представляет собой «искусственную небылицу, которая имеет очень отдалённое сходство с романом, и кроме того ей не хватает вкуса, целостности, логики и элементарной драматической напряженности. Кроме того, она безобразно сыграна — и это описывает почти всё». Как далее пишет Краузер, вероятно, продюсер Сеймур Небензал хотел сделать фильм как зеркало окружающей действительности, но получилась «ещё одна дёшево сделанная мелодрама, в которой девушка с довольно сомнительной репутацией мечется между двумя мужчинами. Один из них — владелец таверны, а другой — бездельник из небольшого городка, и обстоятельства их соперничества не более сложны и возвышенны, чем они сами». Складывается впечатление, что «наибольший интерес для людей в этом фильме представляют проходящие мимо поезда, азартные игры и прозябание в барах. Действительно, размер и число таверн кажется смехотворно большим». Современный киновед Деннис Шварц также невысоко оценил картину, назвав её «низкосортным фильмом категории В о неприглядной стороне жизни, который вращается вокруг мучительного и непримиримого любовного треугольника». Далее он написал, что фильм является «глупейшим подражательством нуару» с «неприятными персонажами и безмозглым сюжетом». По мнению критика, это «унылый фильм об условиях человеческого существования, которому нечего сказать на эту тему, и он непроизвольно становится смешным, когда пытается быть особенно серьёзным».

### Оценка работы режиссёра и актёрской игры
По мнению Шварца, «фильм поставлен Леонидом Могаем без особого мастерства». В отношении актёрской игры мнения критиков разделились. Так, по мнению рецензента Variety, «Гарднер выдаёт свою лучшую работу (на тот момент) в роли девушки, которой нужен мужчина, Маклаглен достигает высшей формы в роли не слишком умного бармена, а Конуэй вкрадчив в роли преступника». Краузер же считает, что «Джордж Рафт взят на роль совершенно неверно, играя бездельника в стиле утомлённого гангстера, а Ава Гарднер не вносит в роль ничего, кроме своей внешности. Том Конуэй неправдоподобно вежлив для владельца таверны в небольшом городке, а Виктор Маклаглен играет роль отвратительного бармена как угрюмого бандита». Шварц отмечает, что «неверно взятый на роль Рафт смехотворно играет лузера». По мнению критика, «Рафт никогда не выглядел настолько зажатым, как в этом противном фильме». В заключение Шварц пишет, «почему такая красавица, как Мэри, страдает по такому толстому ничтожеству, как Кенни, остаётся одной из многих загадок фильма».